# Переможці Відкритого чемпіонату Австралії з тенісу серед чоловіків в одиночному розряді
Відкритий чемпіонат Австралії належить до чотирьох турнірів Великого шлему (разом з Вімблдонським турніром, Відкритим чемпіонатом Франції з тенісу та Відкритим чемпіонатом США з тенісу). Турнір серед чоловіків був заснований у 1905 році й мав назву Australasian Championships (1905-1926), Australian Championships (1927-1968), Australian Open (від 1969 року).
Нижче наведено список переможців та фіналістів серед чоловіків в одиночному розряді.

## Аматорська ера (Australasian Championships)

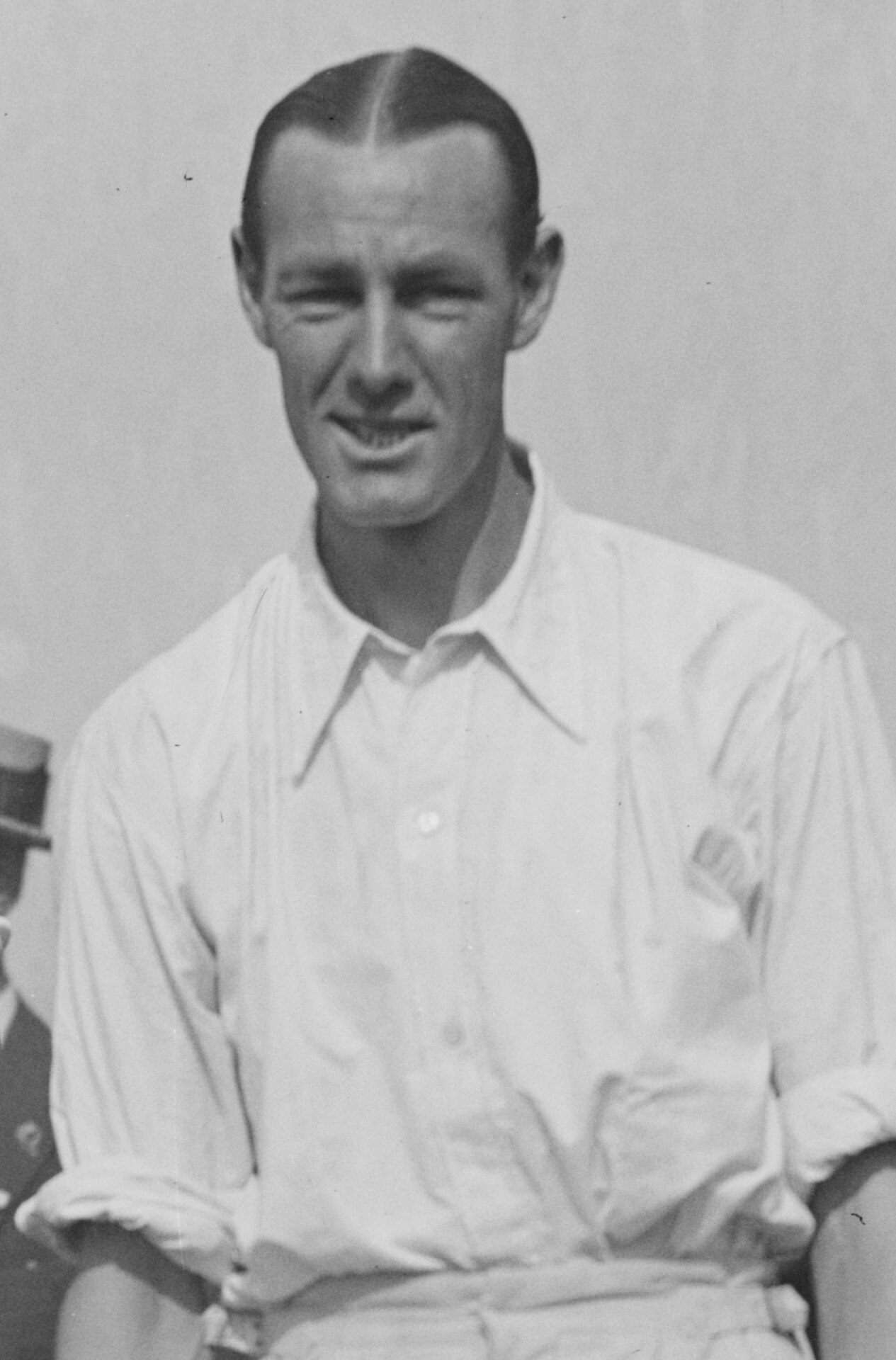
Джеймс Андерсон здобув три титули.

| Рік  | Країна                                     | Переможець                                 | Країна                                     | Фіналіст                                   | Рахунок у фіналі                           |
| ---- | ------------------------------------------ | ------------------------------------------ | ------------------------------------------ | ------------------------------------------ | ------------------------------------------ |
| 1905 | Австралія                                  | Родні Гіт                                  | Австралія                                  | Альберт Кертіс                             | 4–6, 6–3, 6–4, 6–4                         |
| 1906 | Нова Зеландія                              | Ентоні Вайлдінг                            | Нова Зеландія                              | Френсіс Фішер                              | 6–0, 6–4, 6–4                              |
| 1907 | Австралія                                  | Горацій Райс                               | Нова Зеландія                              | Гаррі Паркер                               | 6–3, 6–4, 6–4                              |
| 1908 | США                                        | Фред Александер                            | Австралія                                  | Альфред Данлоп                             | 3–6, 3–6, 6–0, 6–2, 6–3                    |
| 1909 | Нова Зеландія                              | Ентоні Вайлдінг (2)                        | Австралія                                  | Ерні Паркер                                | 6–1, 7–5, 6–2                              |
| 1910 | Австралія                                  | Родні Гіт (2)                              | Австралія                                  | Горацій Райс                               | 6–4, 6–3, 6–2                              |
| 1911 | Австралія                                  | Норман Брукс                               | Австралія                                  | Горацій Райс                               | 6–1, 6–2, 6–3                              |
| 1912 | Велика Британія                            | Джеймс Сесіль Парке                        | Велика Британія                            | Альфред Біміш                              | 3–6, 6–3, 1–6, 6–1, 7–5                    |
| 1913 | Австралія                                  | Ерні Паркер                                | Нова Зеландія                              | Гаррі Паркер                               | 2–6, 6–1, 6–3, 6–2                         |
| 1914 | Австралія                                  | Артур О'Хара Вуд                           | Австралія                                  | Джеральд Паттерсон                         | 6–4, 6–3, 5–7, 6–1                         |
| 1915 | Велика Британія                            | Ґордон Лоуе                                | Австралія                                  | Горацій Райс                               | 4–6, 6–1, 6–1, 6–4                         |
| 1916 | Турнір не відбувався (Перша світова війна) | Турнір не відбувався (Перша світова війна) | Турнір не відбувався (Перша світова війна) | Турнір не відбувався (Перша світова війна) | Турнір не відбувався (Перша світова війна) |
| 1917 | Турнір не відбувався (Перша світова війна) | Турнір не відбувався (Перша світова війна) | Турнір не відбувався (Перша світова війна) | Турнір не відбувався (Перша світова війна) | Турнір не відбувався (Перша світова війна) |
| 1918 | Турнір не відбувався (Перша світова війна) | Турнір не відбувався (Перша світова війна) | Турнір не відбувався (Перша світова війна) | Турнір не відбувався (Перша світова війна) | Турнір не відбувався (Перша світова війна) |
| 1919 | Велика Британія                            | Алджернон Кінгскоут                        | Австралія                                  | Ерік Поклі                                 | 6–4, 6–0, 6–3                              |
| 1920 | Австралія                                  | Пет О'Хара Вуд                             | Австралія                                  | Рональд Томас                              | 6–3, 4–6, 6–8, 6–1, 6–3                    |
| 1921 | Австралія                                  | Райс Джеммелл                              | Австралія                                  | Альф Гедеман                               | 7–5, 6–1, 6–4                              |
| 1922 | Австралія                                  | Джеймс Андерсон                            | Австралія                                  | Джеральд Паттерсон                         | 6–0, 3–6, 3–6, 6–3, 6–2                    |
| 1923 | Австралія                                  | Пет О'Хара Вуд (2)                         | Австралія                                  | Берт Сент-Джон                             | 6–1, 6–1, 6–3                              |
| 1924 | Австралія                                  | Джеймс Андерсон (2)                        | Австралія                                  | Річард Шлезінгер                           | 6–3, 6–4, 3–6, 5–7, 6–3                    |
| 1925 | Австралія                                  | Джеймс Андерсон (3)                        | Австралія                                  | Джеральд Паттерсон                         | 11–9, 2–6, 6–2, 6–3                        |
| 1926 | Австралія                                  | Джон Гокс                                  | Австралія                                  | Джеймс Віллард                             | 6–1, 6–3, 6–1                              |

## Аматорська ера (Australian Championships)

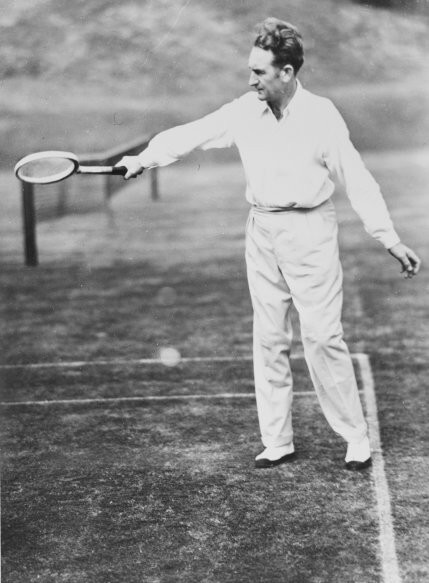
Джек Кроуфорд здобув чотири титули

| Рік  | Країна                                     | Переможець                                 | Країна                                     | Фіналіст                                   | Рахунок у фіналі                           |
| ---- | ------------------------------------------ | ------------------------------------------ | ------------------------------------------ | ------------------------------------------ | ------------------------------------------ |
| 1927 | Австралія                                  | Джеральд Паттерсон                         | Австралія                                  | Джон Гокс                                  | 3–6, 6–4, 3–6, 18–16, 6–3                  |
| 1928 | Франція                                    | Жан Боротра                                | Австралія                                  | Джек Каммінгс                              | 6–4, 6–1, 4–6, 5–7, 6–3                    |
| 1929 | Велика Британія                            | Колін Ґрегорі                              | Австралія                                  | Річард Шлезінгер                           | 6–2, 6–2, 5–7, 7–5                         |
| 1930 | Австралія                                  | Едгар Мун                                  | Австралія                                  | Гаррі Гопман                               | 6–3, 6–1, 6–3                              |
| 1931 | Австралія                                  | Джек Кроуфорд                              | Австралія                                  | Гаррі Гопман                               | 6–4, 6–2, 2–6, 6–1                         |
| 1932 | Австралія                                  | Джек Кроуфорд (2)                          | Австралія                                  | Гаррі Гопман                               | 4–6, 6–3, 3–6, 6–3, 6–1                    |
| 1933 | Австралія                                  | Джек Кроуфорд (3)                          | США                                        | Кіт Ґледгілл                               | 2–6, 7–5, 6–3, 6–2                         |
| 1934 | Велика Британія                            | Фред Перрі                                 | Австралія                                  | Джек Кроуфорд                              | 6–3, 7–5, 6–1                              |
| 1935 | Австралія                                  | Джек Кроуфорд (4)                          | Велика Британія                            | Фред Перрі                                 | 2–6, 6–4, 6–4, 6–4                         |
| 1936 | Австралія                                  | Адріан Квіст                               | Австралія                                  | Джек Кроуфорд                              | 6–2, 6–3, 4–6, 3–6, 9–7                    |
| 1937 | Австралія                                  | Вівіан Макґраф                             | Австралія                                  | Джон Бромвіч                               | 6–3, 1–6, 6–0, 2–6, 6–1                    |
| 1938 | США                                        | Дон Бадж                                   | Австралія                                  | Джон Бромвіч                               | 6–4, 6–2, 6–1                              |
| 1939 | Австралія                                  | Джон Бромвіч                               | Австралія                                  | Адріан Квіст                               | 6–4, 6–1, 6–3                              |
| 1940 | Австралія                                  | Адріан Квіст (2)                           | Австралія                                  | Джек Кроуфорд                              | 6–3, 6–1, 6–2                              |
| 1941 | Турнір не відбувався (Друга світова війна) | Турнір не відбувався (Друга світова війна) | Турнір не відбувався (Друга світова війна) | Турнір не відбувався (Друга світова війна) | Турнір не відбувався (Друга світова війна) |
| 1942 | Турнір не відбувався (Друга світова війна) | Турнір не відбувався (Друга світова війна) | Турнір не відбувався (Друга світова війна) | Турнір не відбувався (Друга світова війна) | Турнір не відбувався (Друга світова війна) |
| 1943 | Турнір не відбувався (Друга світова війна) | Турнір не відбувався (Друга світова війна) | Турнір не відбувався (Друга світова війна) | Турнір не відбувався (Друга світова війна) | Турнір не відбувався (Друга світова війна) |
| 1944 | Турнір не відбувався (Друга світова війна) | Турнір не відбувався (Друга світова війна) | Турнір не відбувався (Друга світова війна) | Турнір не відбувався (Друга світова війна) | Турнір не відбувався (Друга світова війна) |
| 1945 | Турнір не відбувався (Друга світова війна) | Турнір не відбувався (Друга світова війна) | Турнір не відбувався (Друга світова війна) | Турнір не відбувався (Друга світова війна) | Турнір не відбувався (Друга світова війна) |
| 1946 | Австралія                                  | Джон Бромвіч (2)                           | Австралія                                  | Дінні Пейлс                                | 5–7, 6–3, 7–5, 3–6, 6–2                    |
| 1947 | Австралія                                  | Дінні Пейлс                                | Австралія                                  | Джон Бромвіч                               | 4–6, 6–4, 3–6, 7–5, 8–6                    |
| 1948 | Австралія                                  | Адріан Квіст (3)                           | Австралія                                  | Джон Бромвіч                               | 6–4, 3–6, 6–3, 2–6, 6–3                    |
| 1949 | Австралія                                  | Френк Седжман                              | Австралія                                  | Джон Бромвіч                               | 6–3, 6–2, 6–2                              |
| 1950 | Австралія                                  | Френк Седжман (2)                          | Австралія                                  | Кен Мак-Грегор                             | 6–3, 6–4, 4–6, 6–1                         |
| 1951 | США                                        | Дік Севітт                                 | Австралія                                  | Кен Мак-Грегор                             | 6–3, 2–6, 6–3, 6–1                         |
| 1952 | Австралія                                  | Кен Мак-Грегор                             | Австралія                                  | Френк Седжман                              | 7–5, 12–10, 2–6, 6–2                       |
| 1953 | Австралія                                  | Кен Роузволл                               | Австралія                                  | Мервін Роуз                                | 6–0, 6–3, 6–4                              |
| 1954 | Австралія                                  | Мервін Роуз                                | Австралія                                  | Рекс Хартвіг                               | 6–2, 0–6, 6–4, 6–2                         |
| 1955 | Австралія                                  | Кен Роузволл (2)                           | Австралія                                  | Лью Гоуд                                   | 9–7, 6–4, 6–4                              |
| 1956 | Австралія                                  | Лью Гоуд                                   | Австралія                                  | Кен Роузволл                               | 6–4, 3–6, 6–4, 7–5                         |
| 1957 | Австралія                                  | Ешлі Купер                                 | Австралія                                  | Ніл Фрейзер                                | 6–3, 9–11, 6–4, 6–2                        |
| 1958 | Австралія                                  | Ешлі Купер (2)                             | Австралія                                  | Мал Андерсон                               | 7–5, 6–3, 6–4                              |
| 1959 | США                                        | Алекс Ольмедо                              | Австралія                                  | Ніл Фрейзер                                | 6–1, 6–2, 3–6, 6–3                         |
| 1960 | Австралія                                  | Род Лейвер                                 | Австралія                                  | Ніл Фрейзер                                | 5–7, 3–6, 6–3, 8–6, 8–6                    |
| 1961 | Австралія                                  | Рой Емерсон                                | Австралія                                  | Род Лейвер                                 | 1–6, 6–3, 7–5, 6–4                         |
| 1962 | Австралія                                  | Род Лейвер (2)                             | Австралія                                  | Рой Емерсон                                | 8–6, 0–6, 6–4, 6–4                         |
| 1963 | Австралія                                  | Рой Емерсон (2)                            | Австралія                                  | Кен Флетчер                                | 6–3, 6–3, 6–1                              |
| 1964 | Австралія                                  | Рой Емерсон (3)                            | Австралія                                  | Фред Столл                                 | 6–3, 6–4, 6–2                              |
| 1965 | Австралія                                  | Рой Емерсон (4)                            | Австралія                                  | Фред Столл                                 | 7–9, 2–6, 6–4, 7–5, 6–1                    |
| 1966 | Австралія                                  | Рой Емерсон (5)                            | США                                        | Артур Еш                                   | 6–4, 6–8, 6–2, 6–3                         |
| 1967 | Австралія                                  | Рой Емерсон (6)                            | США                                        | Артур Еш                                   | 6–4, 6–1, 6–4                              |
| 1968 | Австралія                                  | Білл Боурі                                 | Іспанія                                    | Хуан Гісберт-старший                       | 7–5, 2–6, 9–7, 6–4                         |

## Відкрита ера (Australian Open)

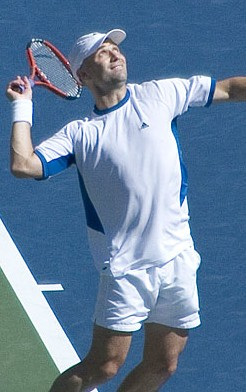
Андре Агассі здобув чотири одиночні титули.

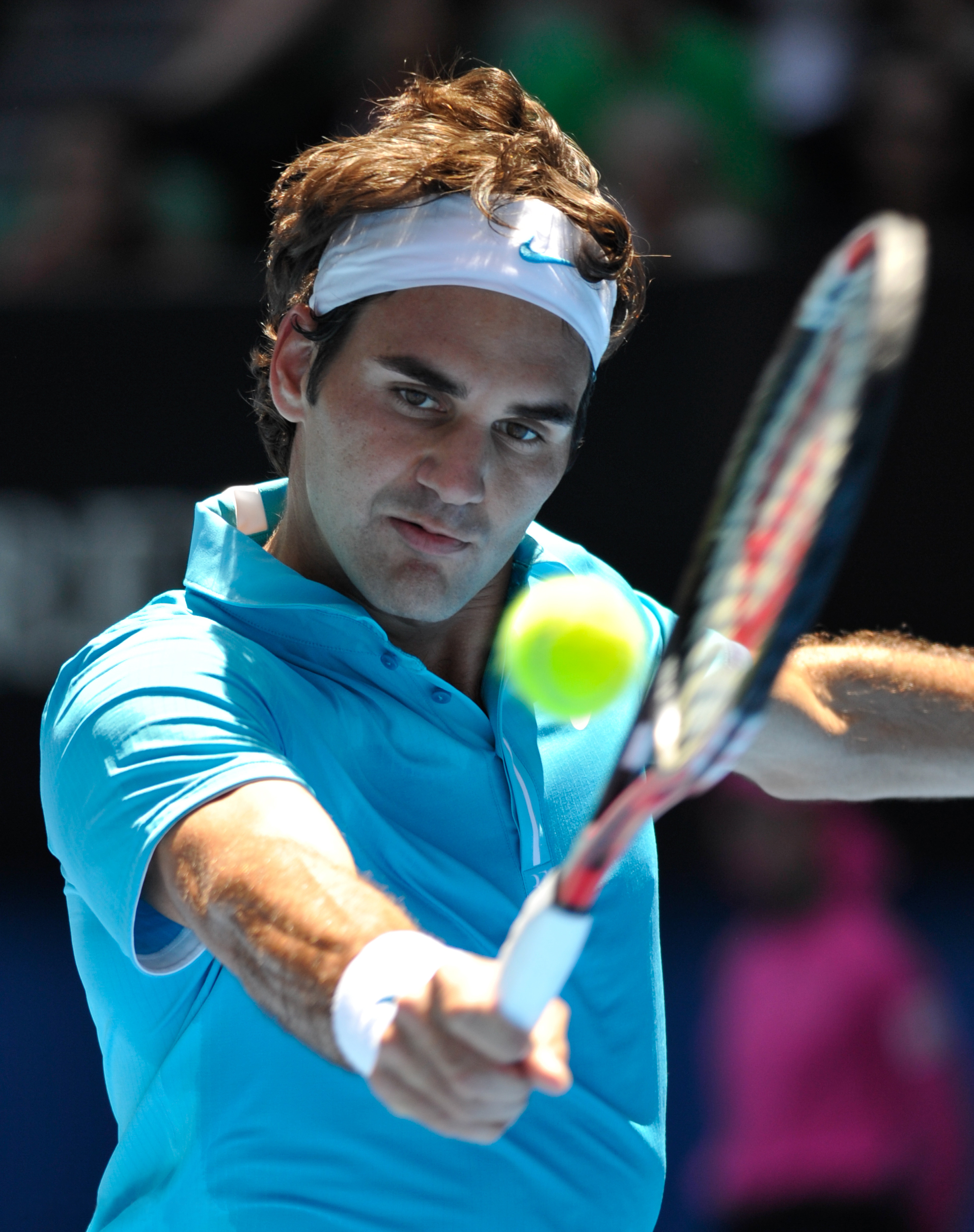
Роджер Федерер здобув шість одиночних титулів.

| Рік      | Країна                                  | Переможець                              | Країна                                  | Фіналіст                                | Рахунок у фіналі                        |
| -------- | --------------------------------------- | --------------------------------------- | --------------------------------------- | --------------------------------------- | --------------------------------------- |
| 1969     | Австралія                               | Род Лейвер (3)                          | Іспанія                                 | Андрес Хімено                           | 6–3, 6–4, 7–5                           |
| 1970     | США                                     | Артур Еш                                | Австралія                               | Дік Крілі                               | 6–4, 9–7, 6–2                           |
| 1971     | Австралія                               | Кен Роузволл (3)                        | США                                     | Артур Еш                                | 6–1, 7–5, 6–3                           |
| 1972     | Австралія                               | Кен Роузволл (4)                        | Австралія                               | Малкольм Андерсон                       | 7–6(7–2), 6–3, 7–5                      |
| 1973     | Австралія                               | Джон Ньюкомб                            | Нова Зеландія                           | Онні Парун                              | 6–3, 6–7, 7–5, 6–1                      |
| 1974     | США                                     | Джиммі Коннорс                          | Австралія                               | Філ Дент                                | 7–6(9–7), 6–4, 4–6, 6–3                 |
| 1975     | Австралія                               | Джон Ньюкомб (2)                        | США                                     | Джиммі Коннорс                          | 7–5, 3–6, 6–4, 7–6(9–7)                 |
| 1976     | Австралія                               | Марк Едмондсон                          | Австралія                               | Джон Ньюкомб                            | 6–7, 6–3, 7–6, 6–1                      |
| 1977 (1) | США                                     | Роско Теннер                            | Аргентина                               | Гільєрмо Вілас                          | 6–3, 6–3, 6–3                           |
| 1977 (2) | США                                     | Вітас Ґерулайтіс                        | Велика Британія                         | Джон Ллойд                              | 6–3, 7–6(7–1), 5–7, 3–6, 6–2            |
| 1978     | Аргентина                               | Гільєрмо Вілас                          | Австралія                               | Джон Маркс                              | 6–4, 6–4, 3–6, 6–3                      |
| 1979     | Аргентина                               | Гільєрмо Вілас (2)                      | США                                     | Джон Седрі                              | 7–6(7–4), 6–3, 6–2                      |
| 1980     | США                                     | Браян Тічер                             | Австралія                               | Кім Ворвік                              | 7–5, 7–6(7–4), 6–3                      |
| 1981     | ПАР                                     | Йоган Крік                              | США                                     | Стів Дентон                             | 6–2, 7–6(7–1), 6–7(1–7), 6–4            |
| 1982     | США                                     | Йоган Крік (2)                          | США                                     | Стів Дентон                             | 6–3, 6–3, 6–2                           |
| 1983     | Швеція                                  | Матс Віландер                           | Чехословаччина                          | Іван Лендл                              | 6–1, 6–4, 6–4                           |
| 1984     | Швеція                                  | Матс Віландер (2)                       | ПАР                                     | Кевін Каррен                            | 6–7(5–7), 6–4, 7–6(7–3), 6–2            |
| 1985     | Швеція                                  | Стефан Едберг                           | Швеція                                  | Матс Віландер                           | 6–4, 6–3, 6–3                           |
| 1986     | Не відбувався (зміна місяця проведення) | Не відбувався (зміна місяця проведення) | Не відбувався (зміна місяця проведення) | Не відбувався (зміна місяця проведення) | Не відбувався (зміна місяця проведення) |
| 1987     | Швеція                                  | Стефан Едберг (2)                       | Австралія                               | Пет Кеш                                 | 6–3, 6–4, 3–6, 5–7, 6–3                 |
| 1988     | Швеція                                  | Матс Віландер (3)                       | Австралія                               | Пет Кеш                                 | 6–3, 6–7(3–7), 3–6, 6–1, 8–6            |
| 1989     | Чехословаччина                          | Іван Лендл                              | Чехословаччина                          | Мілослав Мечирж                         | 6–2, 6–2, 6–2                           |
| 1990     | Чехословаччина                          | Іван Лендл (2)                          | Швеція                                  | Стефан Едберг                           | 4–6, 7–6(7–3), 5–2                      |
| 1991     | Німеччина                               | Борис Бекер                             | Чехословаччина                          | Іван Лендл                              | 1–6, 6–4, 6–4, 6–4                      |
| 1992     | США                                     | Джим Кур'є                              | Швеція                                  | Стефан Едберг                           | 6–3, 3–6, 6–4, 6–2                      |
| 1993     | США                                     | Джим Кур'є (2)                          | Швеція                                  | Стефан Едберг                           | 6–2, 6–1, 2–6, 7–5                      |
| 1994     | США                                     | Піт Сампрас                             | США                                     | Тодд Мартін                             | 7–6(7–4), 6–4, 6–4                      |
| 1995     | США                                     | Андре Агассі                            | США                                     | Піт Сампрас                             | 4–6, 6–1, 7–6(8–6), 6–4                 |
| 1996     | Німеччина                               | Борис Бекер (2)                         | США                                     | Майкл Чанг                              | 6–2, 6–4, 2–6, 6–2                      |
| 1997     | США                                     | Піт Сампрас (2)                         | Іспанія                                 | Карлос Моя                              | 6–2, 6–3, 6–3                           |
| 1998     | Чехія                                   | Петр Корда                              | Чилі                                    | Марсело Ріос                            | 6–2, 6–2, 6–2                           |
| 1999     | Росія                                   | Євген Кафельников                       | Швеція                                  | Томас Енквіст                           | 4–6, 6–0, 6–3, 7–6(7–1)                 |
| 2000     | США                                     | Андре Агассі (2)                        | Росія                                   | Євген Кафельников                       | 3–6, 6–3, 6–2, 6–4                      |
| 2001     | США                                     | Андре Агассі (3)                        | Франція                                 | Арно Клеман                             | 6–4, 6–2, 6–2                           |
| 2002     | Швеція                                  | Томас Юганссон                          | Росія                                   | Марат Сафін                             | 3–6, 6–4, 6–4, 7–6(7–4)                 |
| 2003     | США                                     | Андре Агассі (4)                        | Німеччина                               | Райнер Шуттлер                          | 6–2, 6–2, 6–1                           |
| 2004     | Швейцарія                               | Роджер Федерер                          | Росія                                   | Марат Сафін                             | 7–6(7–3), 6–4, 6–2                      |
| 2005     | Росія                                   | Марат Сафін                             | Австралія                               | Ллейтон Г'юїтт                          | 1–6, 6–3, 6–4, 6–4                      |
| 2006     | Швейцарія                               | Роджер Федерер (2)                      | Кіпр                                    | Маркос Багдатіс                         | 5–7, 7–5, 6–0, 6–2                      |
| 2007     | Швейцарія                               | Роджер Федерер (3)                      | Чилі                                    | Фернандо Гонсалес                       | 7–6(7–2), 6–4, 6–4                      |
| 2008     | Сербія                                  | Новак Джокович                          | Франція                                 | Жо-Вілфрід Тсонга                       | 4–6, 6–4, 6–3, 7–6(7–2)                 |
| 2009     | Іспанія                                 | Рафаель Надаль                          | Швейцарія                               | Роджер Федерер                          | 7–5, 3–6, 7–6(7–3), 3–6, 6–2            |
| 2010     | Швейцарія                               | Роджер Федерер (4)                      | Велика Британія                         | Енді Маррей                             | 6–3, 6–4, 7–6(13–11)                    |
| 2011     | Сербія                                  | Новак Джокович (2)                      | Велика Британія                         | Енді Маррей                             | 6–4, 6–2, 6–3                           |
| 2012     | Сербія                                  | Новак Джокович (3)                      | Іспанія                                 | Рафаель Надаль                          | 5–7, 6–4, 6–2, 6–7(5–7), 7–5            |
| 2013     | Сербія                                  | Новак Джокович (4)                      | Велика Британія                         | Енді Маррей                             | 6–7(2–7), 7–6(7–3), 6–3, 6–2            |
| 2014     | Швейцарія                               | Стен Вавринка                           | Іспанія                                 | Рафаель Надаль                          | 6–3, 6–2, 3–6, 6–3                      |
| 2015     | Сербія                                  | Новак Джокович (5)                      | Велика Британія                         | Енді Маррей                             | 7–6(7–5), 6–7(4–7), 6–3, 6–0            |
| 2016     | Сербія                                  | Новак Джокович (6)                      | Велика Британія                         | Енді Маррей                             | 6–1, 7–5, 7–6(7–3)                      |
| 2017     | Швейцарія                               | Роджер Федерер (5)                      | Іспанія                                 | Рафаель Надаль                          | 6–4, 3–6, 6–1, 3–6, 6–3                 |
| 2018     | Швейцарія                               | Роджер Федерер (6)                      | Хорватія                                | Марин Чилич                             | 6–2, 6–7(5–7), 6–3, 3–6, 6–1            |
| 2019     | Сербія                                  | Новак Джокович (7)                      | Іспанія                                 | Рафаель Надаль                          | 6–3, 6–2, 6–3                           |
| 2020     | Сербія                                  | Новак Джокович (8)                      | Австрія                                 | Домінік Тім                             | 6–4, 4–6, 2–6, 6–3, 6–4                 |
| 2021     | Сербія                                  | Новак Джокович (9)                      | Росія                                   | Даніїл Медвєдєв                         | 7–5, 6–2, 6–2                           |
| 2022     | Іспанія                                 | Рафаель Надаль (2)                      | Росія                                   | Даніїл Медвєдєв                         | 2–6, 6–7(5–7), 6–4, 6–4, 7–5            |
| 2023     | Сербія                                  | Новак Джокович (10)                     | Греція                                  | Стефанос Ціціпас                        | 6–3, 7–6(7–4), 7–6(7–5)                 |
| 2024     | Італія                                  | Яннік Сіннер                            |                                         | Даніїл Медвєдєв                         | 3–6, 3–6, 6–4, 6–4, 6–3                 |
| 2025     | Італія                                  | Яннік Сіннер (2)                        | Німеччина                               | Александр Зверєв                        | 6–3, 7–6(7–4), 6–3                      |

## Статистика
Статистика наведена станом на момент закінчення турніру 2023 року.

### Багаторазові переможці
| Гравець          | Аматорська ера | Відкрита ера | Разом | Роки                                                       |
| ---------------- | -------------- | ------------ | ----- | ---------------------------------------------------------- |
| Новак Джокович,  | 0              | 10           | 10    | 2008, 2011, 2012, 2013, 2015, 2016, 2019, 2020, 2021, 2023 |
| Роджер Федерер,  | 0              | 6            | 6     | 2004, 2006, 2007, 2010, 2017, 2018                         |
| Рой Емерсон,     | 6              | 0            | 6     | 1961, 1963, 1964, 1965, 1966, 1967                         |
| Андре Агассі,    | 0              | 4            | 4     | 1995, 2000, 2001, 2003                                     |
| Кен Роузволл,    | 2              | 2            | 4     | 1953, 1955, 1971, 1972                                     |
| Джек Кроуфорд,   | 4              | 0            | 4     | 1931, 1932, 1933, 1935                                     |
| Матс Віландер,   | 0              | 3            | 3     | 1983, 1984, 1988                                           |
| Род Лейвер,      | 2              | 1            | 3     | 1960, 1962, 1969                                           |
| Джеймс Андерсон, | 3              | 0            | 3     | 1922, 1924, 1925                                           |
| Адріан Квіст,    | 3              | 0            | 3     | 1936, 1940, 1948                                           |
| Піт Сампрас,     | 0              | 2            | 2     | 1994, 1997                                                 |
| Рафаель Надаль,  | 0              | 2            | 2     | 2009, 2022                                                 |
| Яннік Сіннер,    | 0              | 2            | 2     | 2024, 2025                                                 |
| Борис Бекер,     | 0              | 2            | 2     | 1991, 1996                                                 |
| Джим Кур'є,      | 0              | 2            | 2     | 1992, 1993                                                 |
| Стефан Едберг,   | 0              | 2            | 2     | 1985, 1987                                                 |
| Йоган Крік,      | 0              | 2            | 2     | 1981, 1982                                                 |
| Іван Лендл,      | 0              | 2            | 2     | 1989, 1990                                                 |
| Гільєрмо Вілас,  | 0              | 2            | 2     | 1978, 1979                                                 |
| Джон Ньюкомб,    | 0              | 2            | 2     | 1973, 1975                                                 |
| Френк Седжман,   | 2              | 0            | 2     | 1949, 1950                                                 |
| Ентоні Вайлдінг, | 2              | 0            | 2     | 1906, 1909                                                 |
| Пет О'Хара Вуд,  | 2              | 0            | 2     | 1920, 1923                                                 |
| Джон Бромвіч,    | 2              | 0            | 2     | 1939, 1946                                                 |
| Ешлі Купер,      | 2              | 0            | 2     | 1957, 1958                                                 |
| Родні Гіт,       | 2              | 0            | 2     | 1905, 1910                                                 |

### Переможці за країнами
| Країна          | Аматорська ера | Відкрита ера | Разом | Перший титул | Останній титул |
| --------------- | -------------- | ------------ | ----- | ------------ | -------------- |
| Австралія       | 44             | 6            | 50    | 1905         | 1976           |
| США             | 3              | 15           | 17    | 1908         | 2003           |
| Сербія          | 0              | 10           | 10    | 2008         | 2023           |
| Швейцарія       | 0              | 7            | 7     | 2004         | 2018           |
| Швеція          | 0              | 6            | 6     | 1983         | 2002           |
| Велика Британія | 5              | 0            | 5     | 1912         | 1934           |
| Аргентина       | 0              | 2            | 2     | 1978         | 1979           |
| Німеччина       | 0              | 2            | 2     | 1991         | 1996           |
| Італія          | 0              | 2            | 2     | 2024         | 2025           |
| Іспанія         | 0              | 2            | 2     | 2009         | 2022           |
| Росія           | 0              | 2            | 2     | 1999         | 2005           |
| Чехословаччина  | 0              | 2            | 2     | 1989         | 1990           |
| Нова Зеландія   | 2              | 0            | 2     | 1906         | 1909           |
| Чехія           | 0              | 1            | 1     | 1998         | 1998           |
| ПАР             | 0              | 1            | 1     | 1981         | 1981           |
| Перу            | 1              | 0            | 1     | 1959         | 1959           |
| Франція         | 1              | 0            | 1     | 1928         | 1928           |